# Coris gaimard
Coris gaimard es una especie de peces de la familia Labridae en el orden de los Perciformes.

## Morfología
La forma del cuerpo es fusiforme. Cuenta con una librea juvenil muy vistosa, y casi idéntica a la de los juveniles de la especie emparentada C. formosa.  La coloración del cuerpo y las aletas de los juveniles es anaranjada, con tres franjas blancas, con ribete negro, cruzando el lomo verticalmente. En la cabeza presentan también una mancha blanca por encima de los ojos, y otra encima de la boca. La aleta caudal es transparente, con una línea vertical azul celeste, y otra contigua negra, en la unión con el pedúnculo caudal. Esta librea va mutando según crece. Los ejemplares adultos, mantienen una tonalidad naranja en la cabeza, que está atravesada por rayas onduladas de color azul turquesa. Presentan una librea mayoritariamente azul oscuro, que puede cambiar a anaranjada, jalonada por puntos azul eléctrico que recorren la mitad posterior del cuerpo. La aleta dorsal muestra la primera espina más desarrollada, especialmente en los machos. Las aletas dorsal y anal son naranjas, y están decoradas con ribetes en tonalidades azul celeste y negro. Los machos presentan una banda horizontal, en color verde turquesa, en la parte interior de la aleta anal. La aleta caudal de los adultos es amarilla brillante.

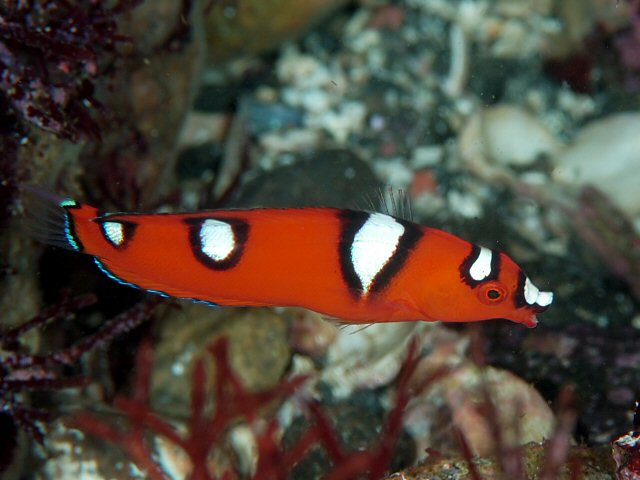
Ejemplar juvenil
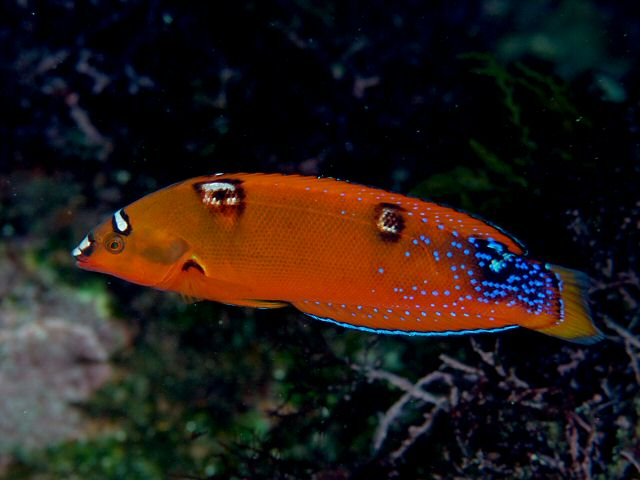
Ejemplar subadulto mutando su librea
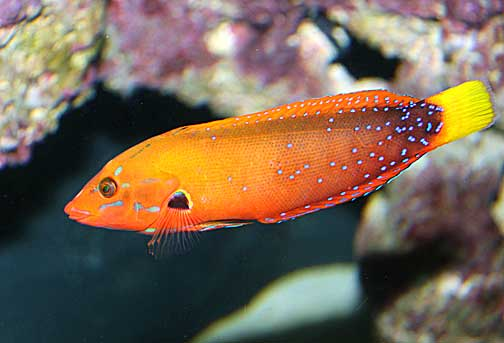
Ejemplar adulto hembra
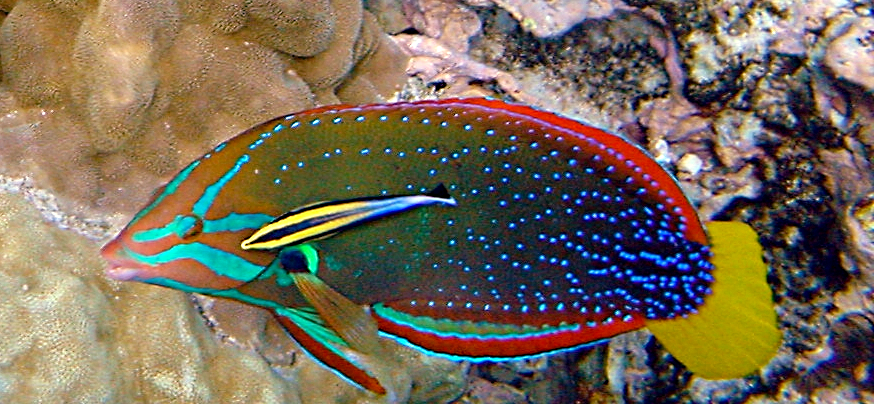
Ejemplar adulto macho con Labroides phthirophagus

Tienen 9 espinas dorsales, 19-21 radios blandos dorsales, 3 espinas anales y 12 radios blandos anales.
Los machos pueden llegar a alcanzar los 40 cm de longitud total, aunque el tamaño medio de los ejemplares adultos es de 20 cm.

## Alimentación
Es un cazador de macrofauna béntica, y se alimenta de caracoles, cangrejos, cangrejos ermitaños y, ocasionalmente, tunicados, como ascidias.

## Reproducción
Probablemente es hermafrodita protoginico, esto significa que todos nacen hembras y a un dado momento se transforman en machos, y sus huevos y larvas son planctónicos. Presentan un claro dimorfismo sexual.

## Hábitat y comportamiento
Especie bento-pelágica, asociada a arrecifes. Se encuentra en áreas mixtas de corales, arena y escombros, en lagunas interiores y arrecifes exteriores.
Es una especie solitaria. Su rango de profundidad está entre 1 y 50 m, aunque se han reportado ejemplares a 78 m de profundidad, y en un rango de temperatura entre 25.33 y 29.33 °C.
En algunos sitios se pesca para consumo humano por pescadores artesanales, y, ocasionalmente, se han reportado casos de ejemplares que han provocado ciguatera.

## Distribución geográfica
Se encuentra desde el este del océano Índico hasta las islas de la Sociedad, las Tuamotu, Japón, las Hawái y  Australia. Es especie nativa de Australia; Cocos (Keeling); Islas Cook; Filipinas; Fiyi; Guam; Hawái (Estados Unidos;Indonesia; Japón; Kiribati; Malasia; Islas Marianas del Norte; Islas Marshall; Micronesia; Nauru; Nueva Caledonia; isla Navidad; Niue; Palaos; Papúa Nueva Guinea; Polinesia; Samoa; Samoa Americana; Islas Salomón; Taiwán (China); Tokelau; Tonga; Tuvalu; Vanuatu; Vietnam y Wallis y Futuna.

## Galería

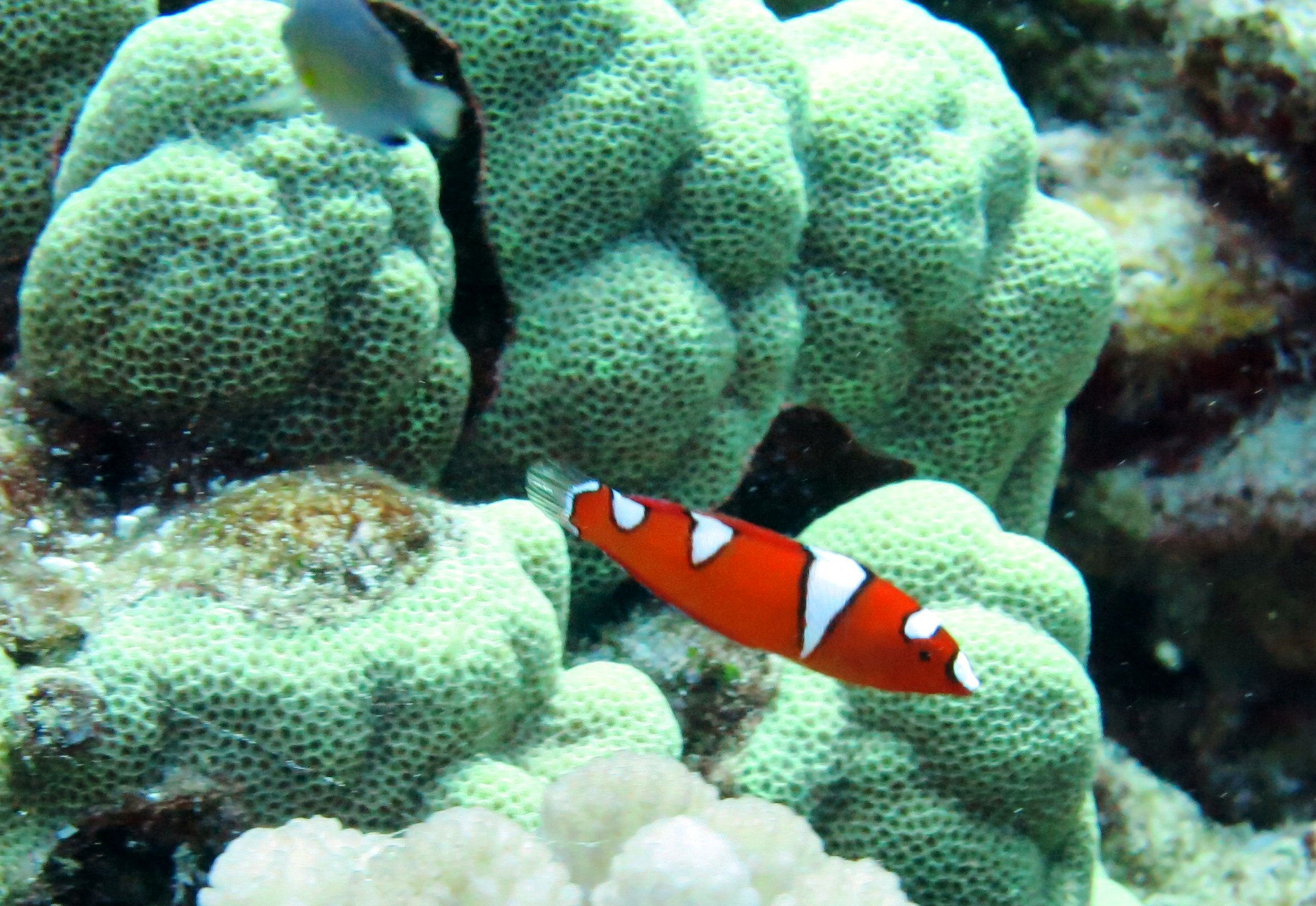
Ejemplar juvenil en Hawái
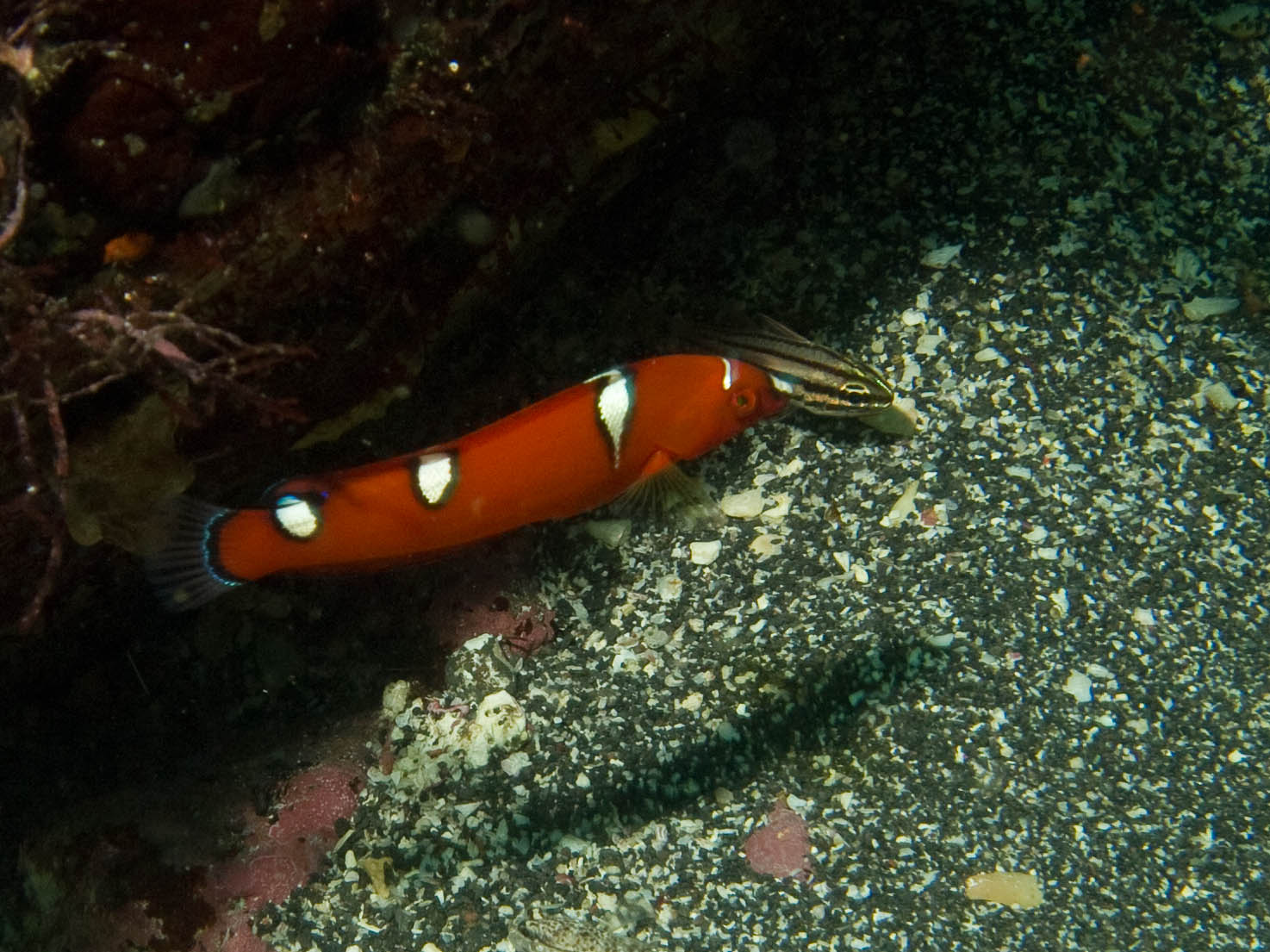
Juvenil en Ito-shi, Japón
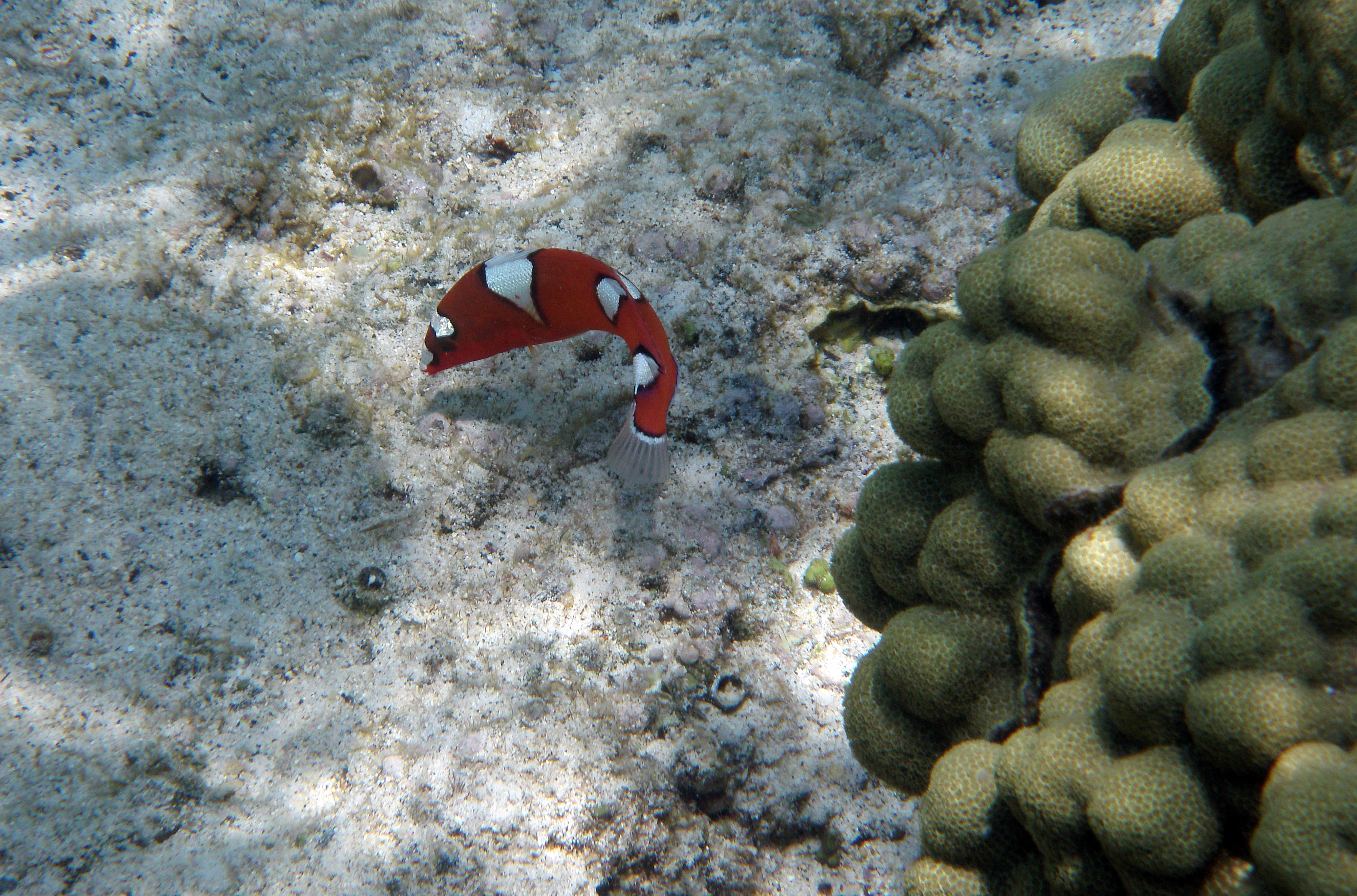
Juvenil alimentándose en Kona, Hawái
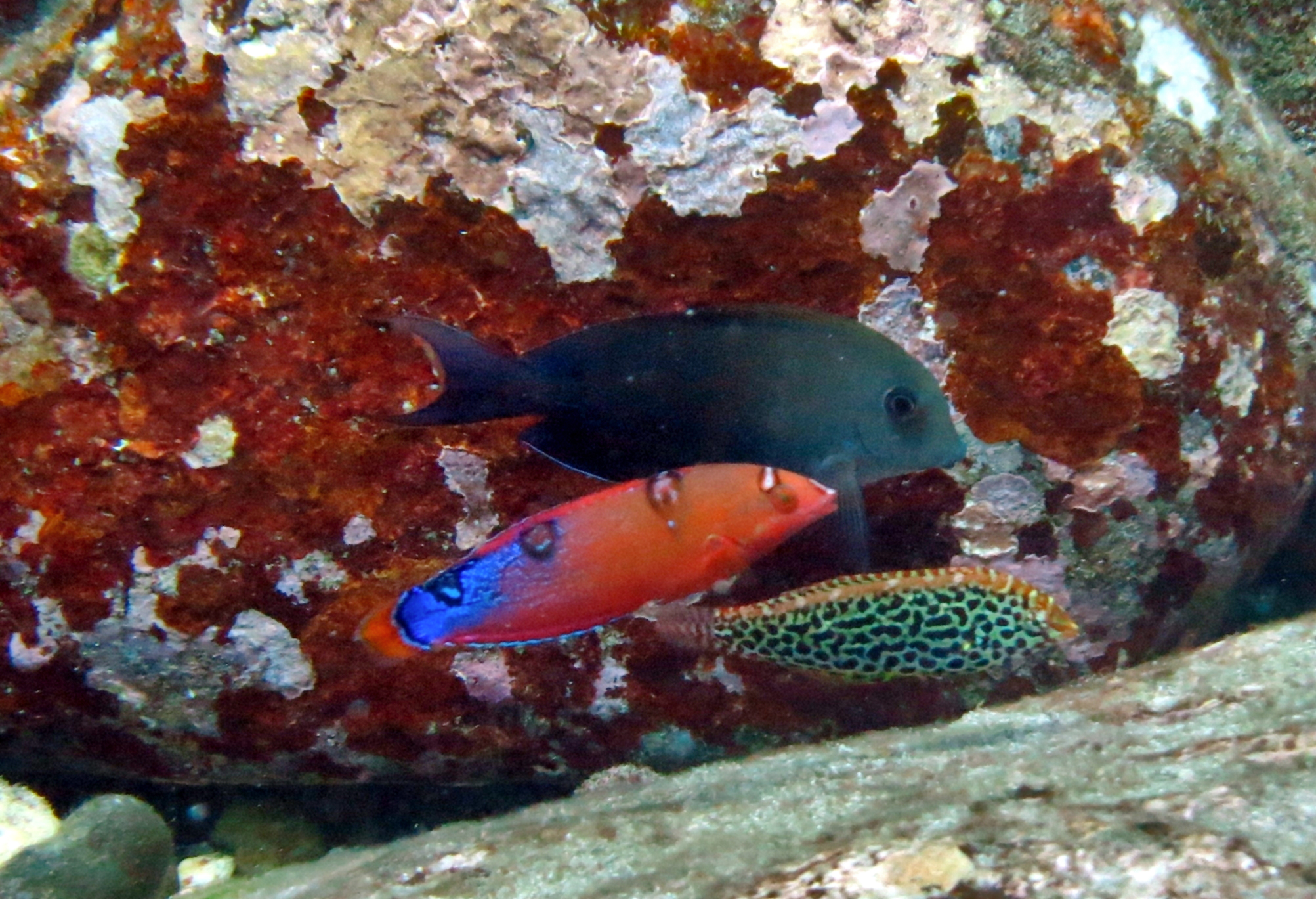
C. gaimard juvenil mutando a adulto (centro), Macropharyngodon meleagris juvenil (abajo) y Ctenochaetus striatus (arriba), en Tutuila, Samoa Americana.
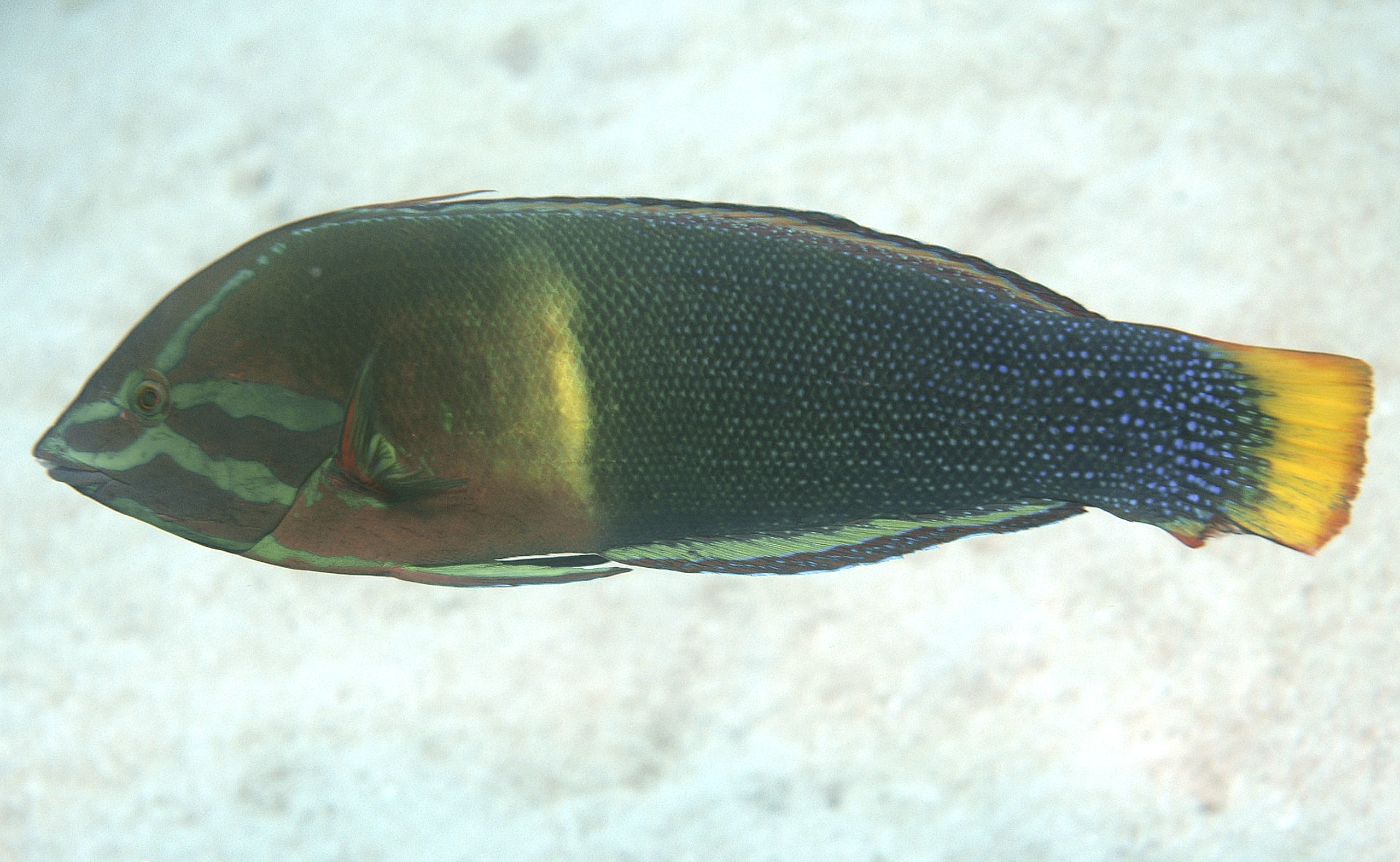
Macho adulto en la Gran Barrera de Arrecifes australiana
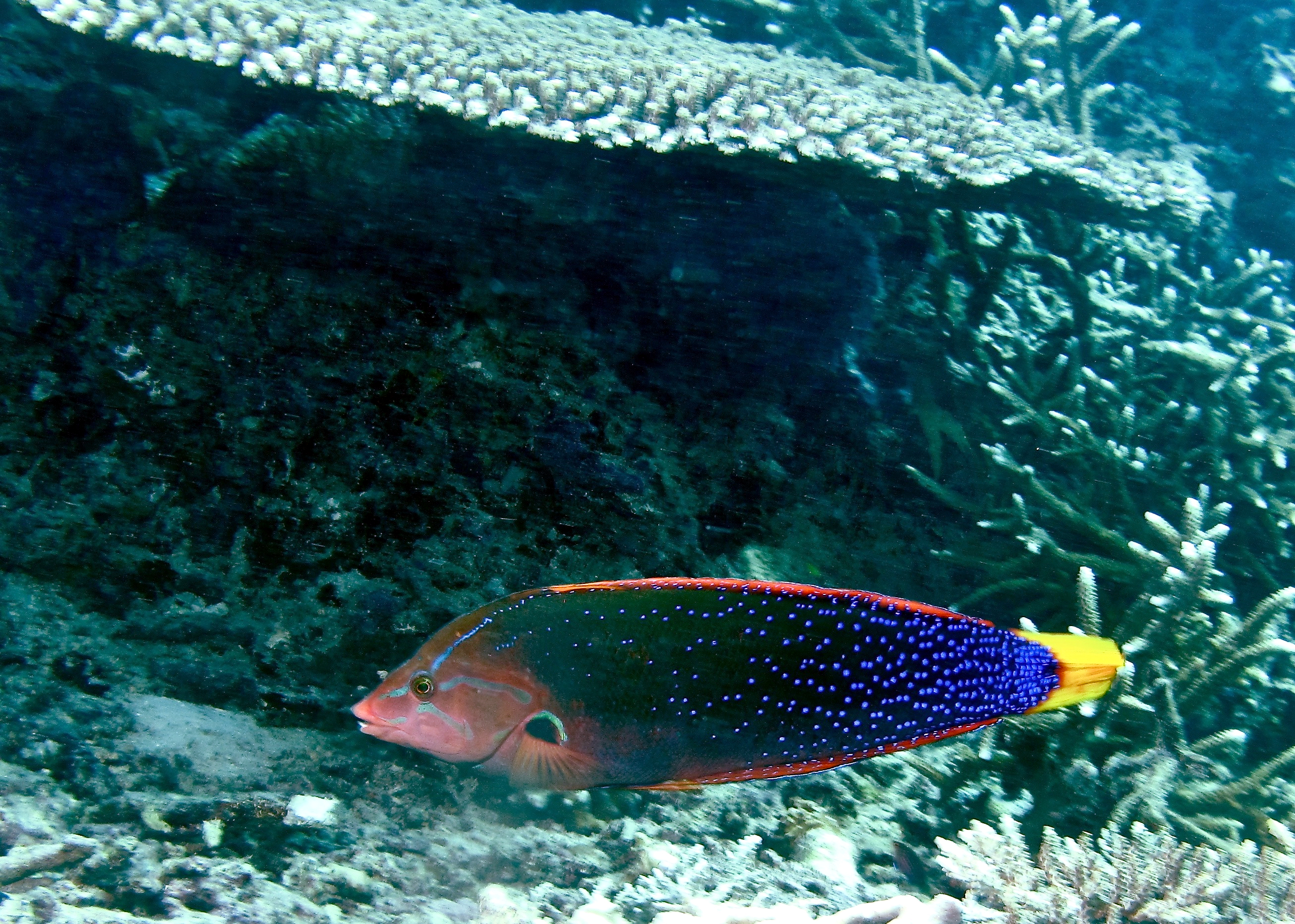
C. gaimard macho adulto en Sabah, Malasia
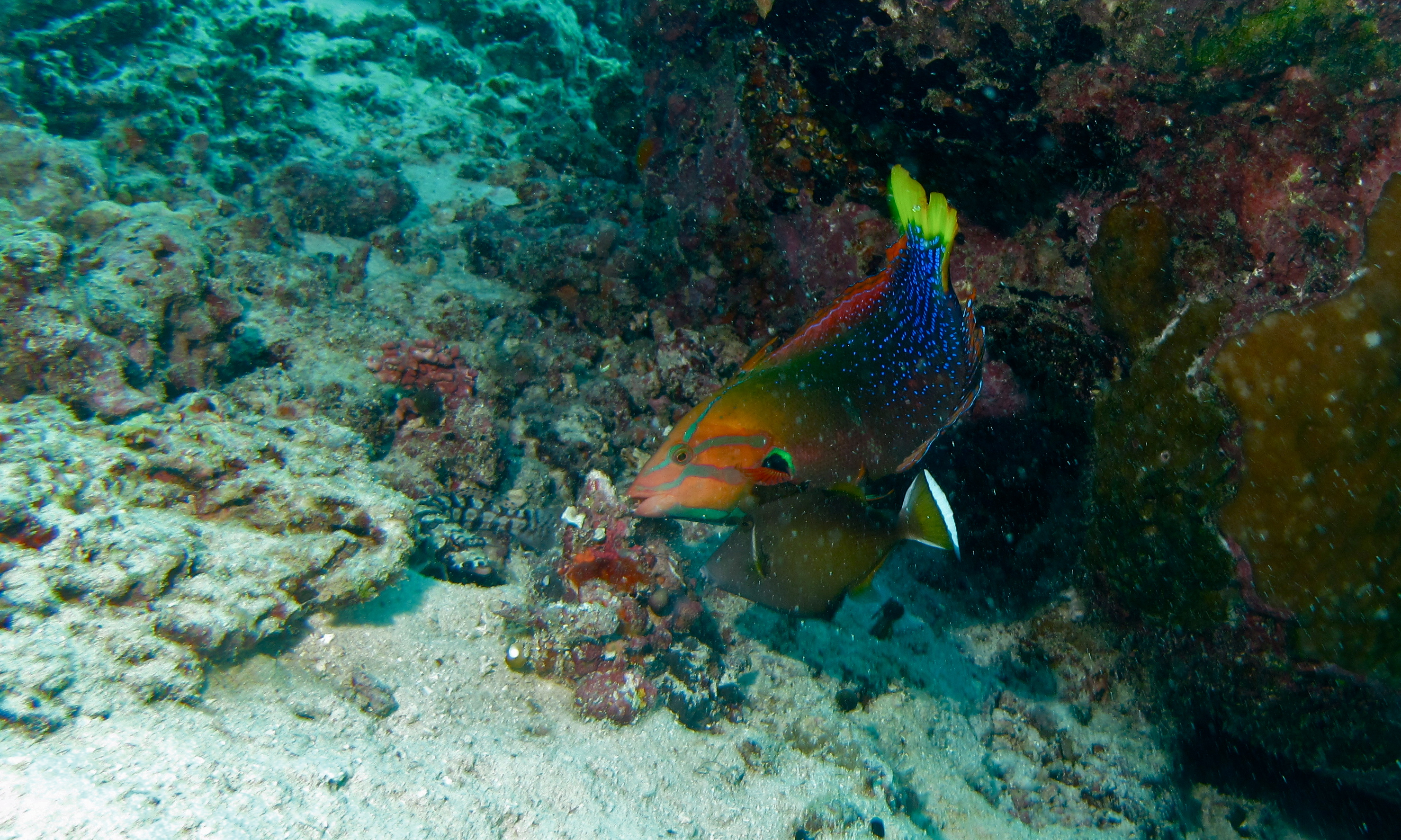
Macho adulto junto a Sufflamen chrysopterum